# Точал (комплекс)
Комплексът Точал (на персийски: مجموعه ورزشی-تفریحی تله کابین توچال) е голяма спортно-туристическа база, разположена в планините Алборз в северен Иран. Намира се във Веленджак, североизточното предградие на Техеран. Известен е с дълъг 7500 m кабинков лифт. Разполага с разнообразни възможности за целогодишен активен отдих и спортни занимания: ски, тенис клуб, стрелба с лък, бънджи скокове.

## Разположение
Комплексът носи името на планината Точал, която е един от ридовете на планинската верига Алборз, намира се близо до Техеран и има изглед от града.
Техеранското предградие Веленджак, към което принадлежи комплексът, е разположено в подножието на тази планина. Веленджак е известен със своя хубав микроклимат, в района се намират голям брой резиденции и посолства, а лесният достъп до комплекса позволява на много техеранци да прекарват тук почивните си дни. До Веленджак се стига с автомобилен транспорт. Съоръженията и спортните терени на комплекса Точал са разположени по склоновете на планината на различни височини. До тях се стига с кабинков лифт.
| Карта на централен Алборз                | Върхове:           | 1 Алам Кух |
|                                          | 2Азад Кух          | 3Дамаванд  |
| 4До Берар                                | 5До Хахаран        |            |
| 6Кал'е Гардан                            | 7Горг              |            |
| 8Холено                                  | 9 Мехр Чал         |            |
| 10Мишине Марг                            | 11Наз              |            |
| 12Шах Алборз                             | 13Сиалан           |            |
| 14ТОЧАЛ                                  | 15Вараващ          |            |
| Реки:                                    | 0                  |            |
| 1Аламут                                  | 2Чалус             |            |
| 3До Хезар                                | 4Хараз             |            |
| 5Джайруд                                 | 6Карадж            |            |
| 7Коджур                                  | 8Лар               |            |
| 9Нур                                     | 10Сардаб           |            |
| 11Се Хезар                               | 12Шах Руд          |            |
| Градове:                                 | 1 Амол             |            |
| 2Чалус                                   | 3 Карадж           |            |
| Други:                                   | D Дизин (курорт)   |            |
| E Емамзаде Хашем (гробница, Хараз (път)) | K Кандован (тунел) |            |
| * Латиан (язовир)                        | ** Лар (язовир)    |            |

## Туризъм и спорт
Красивите гледки, многобройните извори и чистият планински въздух привличат както иранските, така и чуждестраните любители на активен отдих. Комплексът се състои от няколко спортни бази, снабдени с необходимото съвременно оборудване. Всичките те предлагат и професионалната помощ на квалифицирани инструктори.

### Кабинков лифт
Със своите 7500 m кабинковият лифт на комплекса се смята за един от най-дългите в света. Построен е за 4 години с участие на френска и австрийска специализирани фирми. Завършен е през 1978 г. Началната му точка се намира в околността на Веленджак на височина 1910 m. Разстоянието между двете крайни спирки се изминава за около 50 минути.
Лифтът се състои от 3 участъка, има 4 спирки, като станциите са номерирани от 1 до 7. Около първата (станция 1) се намират офиси, паркинг и заведения за хранене и подслон. Втората спирка (станция 2) е на ниво 2400 m. Третата спирка (станция 5) е с надморско равнище около 2950 m. Тук е разположен спасителният център. На тази станция става прекачване, за да се стигне до последната спирка на лифта. Тя е четвъртата (станция 7) и се намира на височина 3750 m.

### Подслон и хранене
На нивото на Веленджак към комплекса са изградени паркинг и няколко заведения за хранене.
На височина 3550 m се намира хотел Точал. На разположение на туристите са 30 стаи: 6 единични, 19 двойни, 5 апартамента. Хотелът работи по време на ски сезона.
По склона на планината има два ресторанта – на станция 5 и на станция 7.

### Планински туризъм
За любители на разходки в планината и покоряване на върховете има маркирани туристически маршрути. Единият е с дължина около 2000 m. Той започва от паркинга на комплекса и стига до станция 1 на кабинковия лифт. Вторият маршрут е с дължина 17.3 km – той е продължение на първата пътека. По този маршрут се стига до самия връх Точал (3964 m ). Покрай пътеката са разположени заслони. Комплексът разполага с два медицински пункта за помощ в случаи на наранявания. От върха Точал има гледка към Техеран, но обикновено градът е скрит под гъст смог. Хубавите гледки са към върха Дамаванд (5671 m )
и другите ридове на Алборз.

### Спортни бази

#### Ски център
Ски центърът разполага с 4 писти. Участъците им са свързани и общата дължина на спускането е над 6000 m.
Писта от върха Точал: Стартовата ѝ точка е под върха Точал на височина 3850 m и по нея се спуска до хотела. Дължината на тази писта е 1200 m. Пистата е снабдена със седалков лифт. Височината на пистата и нейната трайна снежна покривка осигуряват 7 – 8 месечен скиорски сезон.
Писта от западното подножие на върха Точал: Стартовата точка е на височина 3750 m, завършва при хотела. Дължината на пистата е 900 m. Снабдена е със седалков лифт.
Писта от станция 7 до станция 5: Построена е през 2005 г. Най-високата ѝ точка е на 3750 m, а най-долната е на 2940 m. Дължината на пистата е около 5500 m.
Писта от станция 5: най-високата точка е на 2940 m, а най-долната е на 2820 m. Дължината ѝ е около 900 m. Пистата е снабдена със седалков лифт.

#### Тенис кортове
Тенис клубът е основан през 2002 г. Тенис кортове са 6 на брой с обща площ 2040 m2. Те са с червена настилка и се намират на нивото на станция 1. Към клуба има сауна, стаи за почивка и ресторант. Тук се намира и магазин за тенис оборудване. На разположение на начинаещи тенисисти има опитни инструктори.

#### Стрелба с лък
Клубът за стрелба с лък е основан през декември 2002 г. и е единственият в страната, получил официален лиценз от министерството за спорта и младежта на Иран. Той провежда курсове за обучаване по тази спортна дисциплина и организира състезания от различен ранг. Намира са на най-ниското ниво в началото на комплекса, недалече от паркинга. Клубът предлага необходимото оборудване и услуги както за начинаещи, така и за напреднали стрелци. Любителите на всяка възраст имат възможност да стрелят след като получат кратки инструкции. Професионалните спортисти използват възможностите на клуба за своите тренировки.

#### Други
В комплекса Точал е организиран първият в Иран клуб за бънджи скокове. Скоковете се осъществяват от специално построената 40-метрова платформа.
Създадени са също условия за любители на скейтборд. За целта са изградени площадки и пътеки, които са подходящи както за начинаещи, така и за напреднали скейтбордисти. Услугите на професионалните инструктори се предлагат за всички възрасти и нива на опитност.
На територията на комплекса, на нивото на станция 1 функционира клуб по пейнтбол.